# Roskomnadzor
Roskomnadzor (ryska: Роскомнадзор) är Rysslands myndighet för tillsyn och övervakning av kommunikation, informationsteknologi och massmedier. Roskomnadzor  beslutar bland annat om censur av webbplatser på internet. 
I mars 2022 stoppade Roskomnadzor flera oberoende medier i Ryssland, däribland Dozjd och Echo Moskvy, för att de i sin rapportering kallat den pågående invasionen av Ukraina för "krig" och inte "militär specialoperation", som är den term som den statliga censuren vill beskriva kriget med, samt för att ha rapporterat om den ryska arméns attacker på ukrainska städer och om civila dödsoffer. Även Novaja Gazeta hotades och valde att ta bort sina artiklar om invasionen i Ukraina på grund av censuren men rapporterar fortsatt om krigets effekter i Ryssland.
I augusti 2015 blockerades Wikipedia momentant i Ryssland. I mars 2022 begärde Roskomnadzor att artikeln "Вторжение России на Украину (2022)" (motsvarande "Rysslands invasion av Ukraina 2022)" skulle raderas på ryskspråkiga Wikipedia.